# Antonio Sánchez Tórtoles
Antonio Sánchez Tórtoles, escritor barroco español de fines del siglo XVII.

## Descripción
Poco se conoce sobre él. Escribió Segundo ramillete de divinas flores para todo el género de estados y personas (Madrid, Imprenta Real, 1670) y una famosísima miscelánea, El Entretenido (1673), que fue reimpresa en el siglo XVIII a partir de la edición que se hizo en 1701. Se trata de una muy heterogénea mezcla de prosa, verso y diálogo dividida en catorce noches que combina erudición divulgativa con poemas curiosos, como el dedicado al reino de Jauja, y todo tipo de curiosidades de interés para la época con el pretexto de ser una academia. 
La obra (que tuvo continuación en el siglo XVIII por obra de José Moraleja Navarro en El entretenido. Segunda Parte, miscelánea de varias flores de diversión y recreo, en prosa y en verso (Madrid, Gabriel Ramírez, 1741) selecciona los elementos más extravagantes de la filosofía natural. En su parte literaria contiene poemas burlescos, relaciones en verso tomadas directamente de comedias de Pedro Calderón de la Barca y una pieza dramática con su loa y entremés dedicada Al nacimiento de nuestro Señor Jesucristo. Secretos de la naturaleza (por orden alfabético), los cuatro elementos (preguntas y respuestas), las abejas, los gusanos de seda, las fiestas móviles de la Iglesia, los hermafroditas, remedios para mal casados y mal casadas, las causas de la variedad de los rostros, consejos para conservar la salud (entre ellos "peinarse por la mañana la cabeza"), epitafios burlescos, linajes de gentes monstruosas, maravillas de la naturaleza tocantes a la mujer, etc.
- Datos: Q5699939